# Symmachia phaedra
Symmachia phaedra is een vlindersoort uit de familie van de prachtvlinders (Riodinidae), onderfamilie Riodininae.
Symmachia phaedra werd in 1868 beschreven door H. Bates.